# 天狗毛鼻鯰
天狗毛鼻鯰，為輻鰭魚綱鯰形目毛鼻鯰科的其中一種。分布於南美洲哥倫比亞Santander地區，體長可達6.7公分。

## 扩展阅读
維基物種上的相關：天狗毛鼻鯰